# Sinocarum pulchellum
Sinocarum pulchellum är en flockblommig växtart som beskrevs av C.Norman och M.F.Watson. Sinocarum pulchellum ingår i släktet Sinocarum och familjen flockblommiga växter. Inga underarter finns listade i Catalogue of Life.